# El Collao (província)
El Collao é uma província do Peru localizada na região de Puno. Sua capital é a cidade de Ilave.

## Distritos da província
- Capazo
- Conduriri
- Ilave
- Pilcuyo
- Santa Rosa